# Platarctia atropurpurea
Platarctia atropurpurea là một loài bướm đêm thuộc phân họ Arctiinae, họ Erebidae.